# Mistrzostwa Australii i Oceanii w boksie
Mistrzostwa Australii i Oceanii w boksie amatorskim rozgrywane są przez OCBC od 1969 roku.

## Edycje
| Rok  | Edycja                                 | Miejsce                         | Data               |
| ---- | -------------------------------------- | ------------------------------- | ------------------ |
| 1969 | I Mistrzostwa Australii i Oceanii      | Sydney, Australia               |                    |
| 1972 | II Mistrzostwa Australii i Oceanii     | Tahiti, Polinezja Francuska     |                    |
| 1973 | III Mistrzostwa Australii i Oceanii    | Numea, Nowa Kaledonia           | 14–17 czerwca      |
| 1974 | IV Mistrzostwa Australii i Oceanii     | Papeete, Polinezja Francuska    | 3–8 grudnia        |
| 1979 | V Mistrzostwa Australii i Oceanii      | Dubbo, Australia                | 22–26 maja         |
| 1982 | VI Mistrzostwa Australii i Oceanii     | Auckland, Nowa Zelandia         | 24–28 maja         |
| 1983 | VII Mistrzostwa Australii i Oceanii    | Sydney, Australia               |                    |
| 1984 | VIII Mistrzostwa Australii i Oceanii   | Taoyuan, Tajwan                 | 26–30 marca        |
| 1985 | IX Mistrzostwa Australii i Oceanii     | Melbourne, Australia            | 9–12 maja          |
| 1986 | X Mistrzostwa Australii i Oceanii      | Apia, Samoa                     | 10–15 września     |
| 1987 | XI Mistrzostwa Australii i Oceanii     | Avarua, Wyspy Cooka             | 26–31 lipca        |
| 1988 | XII Mistrzostwa Australii i Oceanii    | Papeete, Polinezja Francuska    |                    |
| 1989 | XIII Mistrzostwa Australii i Oceanii   | Auckland, Nowa Zelandia         | 13–16 listopada    |
| 1990 | XIV Mistrzostwa Australii i Oceanii    | Nukuʻalofa, Tonga               |                    |
| 1992 | XV Mistrzostwa Australii i Oceanii     | Apia, Samoa                     | 23–28 marca        |
| 1993 | XVI Mistrzostwa Australii i Oceanii    | Apia, Samoa                     |                    |
| 1994 | XVII Mistrzostwa Australii i Oceanii   | Port Vila, Vanuatu              | kwiecień           |
| 1995 | XVIII Mistrzostwa Australii i Oceanii  | Nukuʻalofa, Tonga               |                    |
| 1997 | XIX Mistrzostwa Australii i Oceanii    | Port Moresby, Papua-Nowa Gwinea | 24–29 marca        |
| 1998 | XX Mistrzostwa Australii i Oceanii     | Wellington, Nowa Zelandia       |                    |
| 1999 | XXI Mistrzostwa Australii i Oceanii    | Papeete, Polinezja Francuska    | 26–30 kwietnia     |
| 2000 | XXII Mistrzostwa Australii i Oceanii   | Canberra, Australia             | 19–23 maja         |
| 2001 | XXIII Mistrzostwa Australii i Oceanii  | Suva, Fidżi                     | listopad           |
| 2002 | XXIV Mistrzostwa Australii i Oceanii   | Taupō, Nowa Zelandia            | 9–13 kwietnia      |
| 2003 | XXV Mistrzostwa Australii i Oceanii    | Papeete, Polinezja Francuska    | 6–10 maja          |
| 2004 | XXVI Mistrzostwa Australii i Oceanii   | Nukuʻalofa, Tonga               | 26 kwietnia–1 maja |
| 2005 | XXVII Mistrzostwa Australii i Oceanii  | Port Moresby, Papua-Nowa Gwinea | 13–18 czerwca      |
| 2007 | XXVIII Mistrzostwa Australii i Oceanii | Apia, Samoa                     | 23–27 kwietnia     |
| 2008 | XXIX Mistrzostwa Australii i Oceanii   | Apia, Samoa                     | 21–25 kwietnia     |
| 2010 | XXX Mistrzostwa Australii i Oceanii    | Canberra, Australia             | 5–8 sierpnia       |
| 2015 | XXXI Mistrzostwa Australii i Oceanii   | Canberra, Australia             | 28–30 sierpnia     |
| 2017 | XXXII Mistrzostwa Australii i Oceanii  | Gold Coast, Australia           | 27–29 czerwca      |